# Desmopterus papilio
Desmopterus papilio är en snäckart som beskrevs av Chun 1889. Desmopterus papilio ingår i släktet Desmopterus och familjen Desmopteridae. Inga underarter finns listade i Catalogue of Life.